# جورج مانياكيس

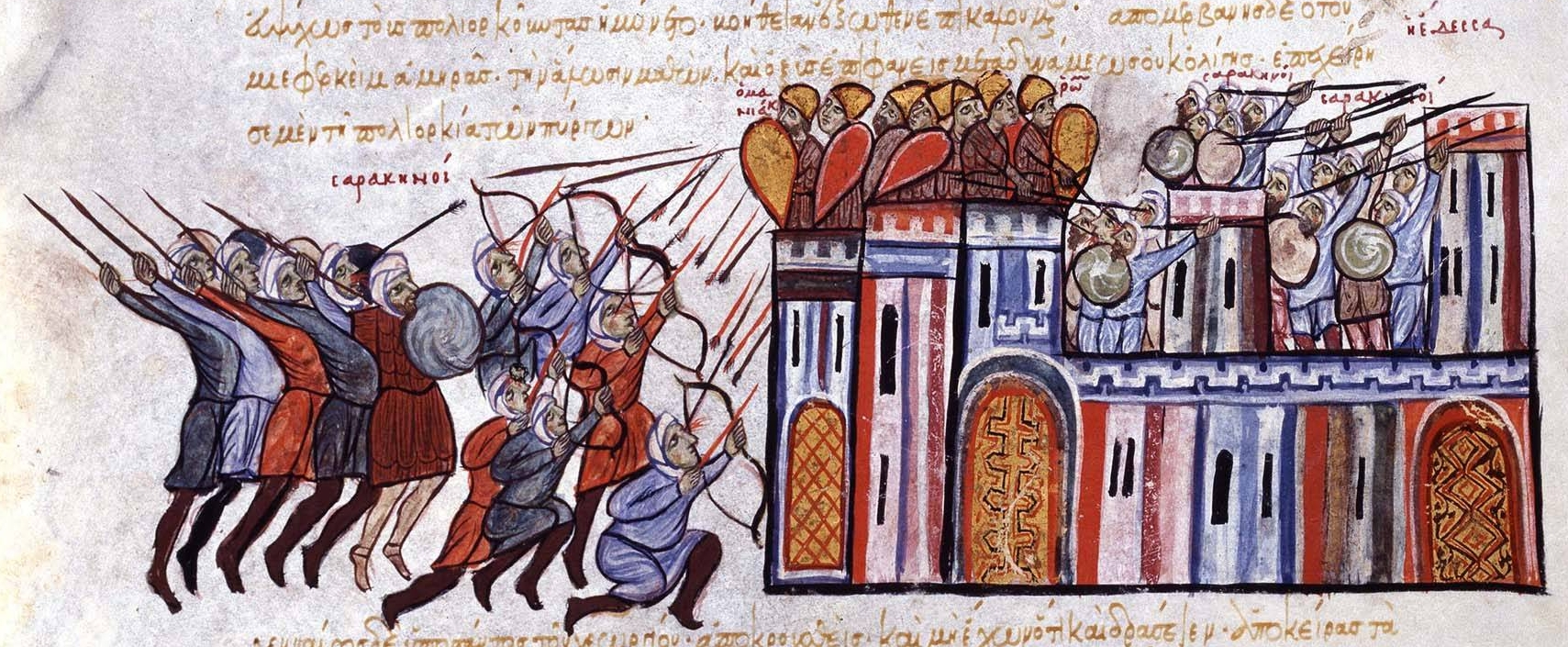
مانياكيس غازيًا الرها.

جورج مانياكيس (باليونانية: Γεώργιος Μανιάκης)‏ (توفي 1043). كان جنرالًا يونانيًا بارزًا في الجيش البيزنطي خلال القرن الحادي عشر وكتبان إيطاليا في عام 1042. كما أنه معروف باسم جيرجير في الملاحم الإسكندنافية.